# Cantó de Salon-de-Provence
Salon-de-Provence és un cantó francès al districte d'Ais de Provença del departament de les Boques del Roine. Inclou els municipis de Grans i Salon-de-Provence que n'és la capital.
| Data d'elecció                           | Identitat         | Partit           | Qualitat |
| ---------------------------------------- | ----------------- | ---------------- | -------- |
| 1945-1982                                | Roger Carcassonne | SFIO, després PS |          |
| 1982-1989                                | André Vallet      | PS               |          |
| 1989-1994                                | Philippe Adam     | FN               |          |
| 1994-2001                                | Julien Vignoli    | RPR              |          |
| 2001-2008                                | Philippe Léandri  | RPR, després UMP |          |
| 2008-                                    | Michel Tonon      | PS               |          |
| Les dades anteriors no són pas conegudes |                   |                  |          |